# Lokomotiv Arena 2000
Lokomotiv Arena 2000 (ryska: Универсальный Культурно-Спортивный Комплекс Арена-2000) är en arena i Jaroslavl, Ryssland. Den invigdes 2001 och har plats för 9 000 åskådare. Den används främst till ishockey och är hemmaarena för KHL-laget Lokomotiv Jaroslavl. Den används också för konserter, utställningar och som skridskobana. Den första matchen i Lokomotiv Arena 2000 ägde rum den 12 oktober 2001, med Lokomotiv Jaroslavls 3-1-seger över HC Lada Togliatti. Lokomotiv Arena 2000 var värd för U18-VM 2003.

## Historia
Beslutet att bygga i Lokomotiv Arena 2000 kom 1997 då det lokala ishockeylaget "Torpedo" (nu "Lokomotiv"*) blev mästare i Ryssland och intresset ökade för ishockey. Det befintliga Palace of Sports Autodiesel var inte stort nog. 
Arenan är stadens största konsertsal. Många både inhemska och utländska stjärnor har uppträtt här, exempelvis Scorpions, Deep Purple, Smokie, Ottawan, Patricia Kaas, Demis Roussos, In-Grid, Toto Cutugno, och de mest berömda ryska artisterna; Larisa Dolina, Oleg Mitjajev, Igor Nikolajev, Filip Kirkorov, Dmitrij Malikov, Kristina Orbakaite, Oleg Gazmanov, Nikolaj Baskov, Dima Bilan, MakSim, grupperna Tatu, Diskoteka Avarija, Zveri, Alisa, Splean, BI-2, Masjina Vremeni, DDT och Ljube.